# Albert Jan Blijdenstein
Albert Jan Blijdenstein (Enschede, 15 maart 1829 - aldaar, 28 februari 1896) was een Nederlandse textielfabrikant en Eerste Kamerlid.

## Leven en werk
Blijdenstein, zoon van de Twentse textielfabrikant en oprichter van de firma Blijdenstein & Co Benjamin Willem Blijdenstein en Catharina ten Cate, werd firmant in het door zijn vader en grootvader Jan Bernard Blijdenstein gestichte textielbedrijf. Blijdenstein was in 1888 een van de oprichters van de Nederlandsche Heidemaatschappij, waarvan hij vervolgens van 1889 tot zijn overlijden in 1896 voorzitter was. Blijdenstein kocht diverse woeste heidegronden in Oost-Nederland, die hij vervolgens liet ontginnen. Hij gold als een kenner van bos- en houtbouw en was een voorloper op het terrein van de grootschalige ontginningen in Nederland. Het heidegebied de Snippert werd door hem aangekocht en omgevormd tot een landgoed. De op dit landgoed gelegen Judithhoeve is genoemd naar zijn kleindochter Judith Geertruid Blijdenstein.
Blijdenstein was voorzitter van de Twentse Kamer van Koophandel. Hij was liberaal en was politiek actief in de Provinciale Staten van Overijssel (1866-1878) en in de Eerste Kamer (1878-1895).
Blijdenstein was een kleinzoon van de Twentse fabrikant, politicus en burgemeester van Enschede, Jan Bernard Blijdenstein. Blijdenstein was in 1853 gehuwd met Geertruid van Heek, dochter van de Twentse textielfabrikant Helmig van Heek en Maria Geertruid ten Cate. Uit dit huwelijk werden zes kinderen geboren, drie zonen en drie dochters. Zijn zwager Gerrit Jan van Heek was eveneens een liberaal lid van de Eerste Kamer.
Blijdenstein was ridder in de Orde van de Nederlandse Leeuw. Hij overleed in 1896, twee weken voor zijn 67e verjaardag. Hij ligt begraven in het particuliere familiegraf boven op de Lonnekerberg.

## Literatuur

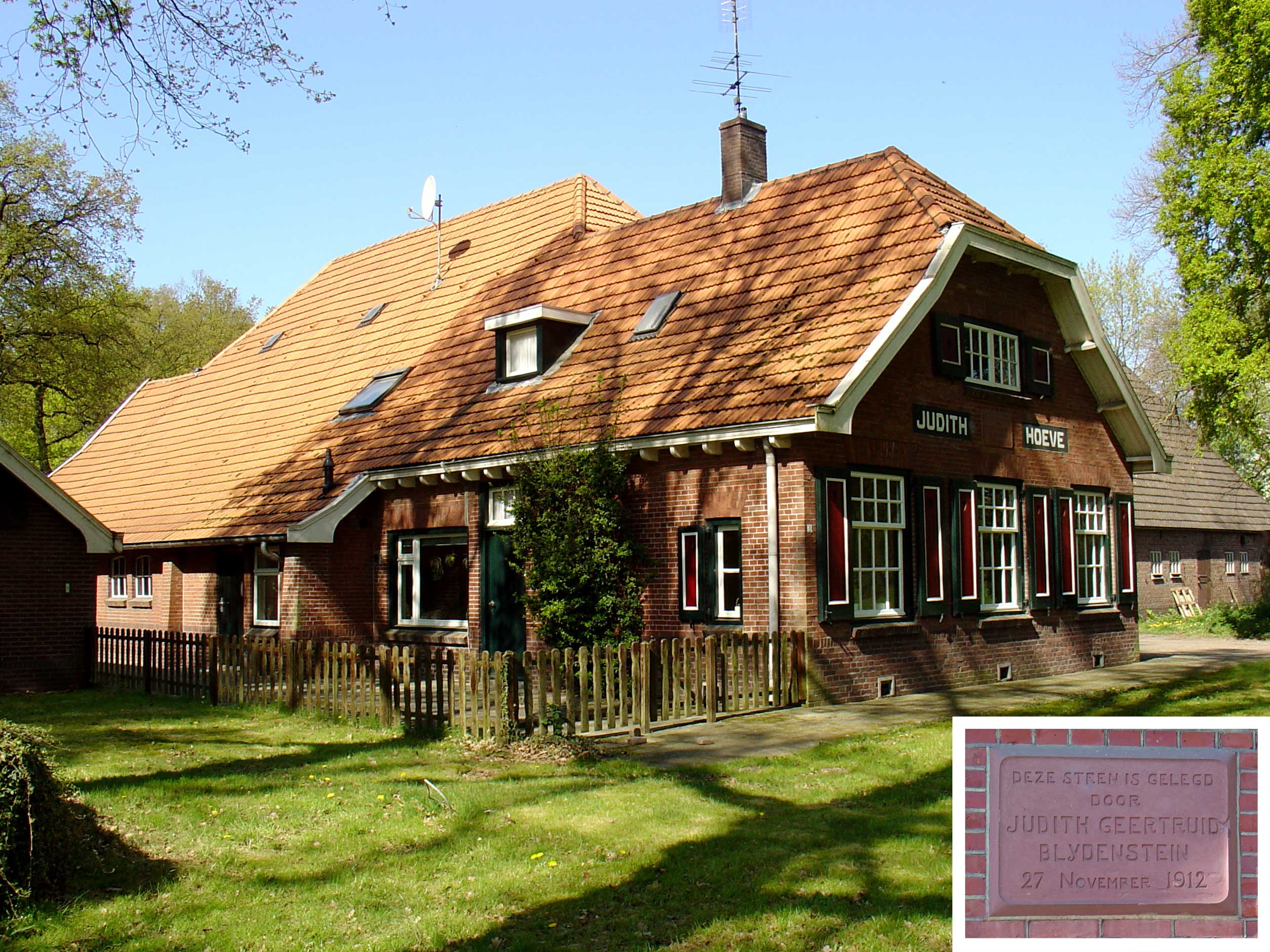
De naar een kleindochter van Albert Jan Blijdenstein genoemde Judithhoeve in de Snippert
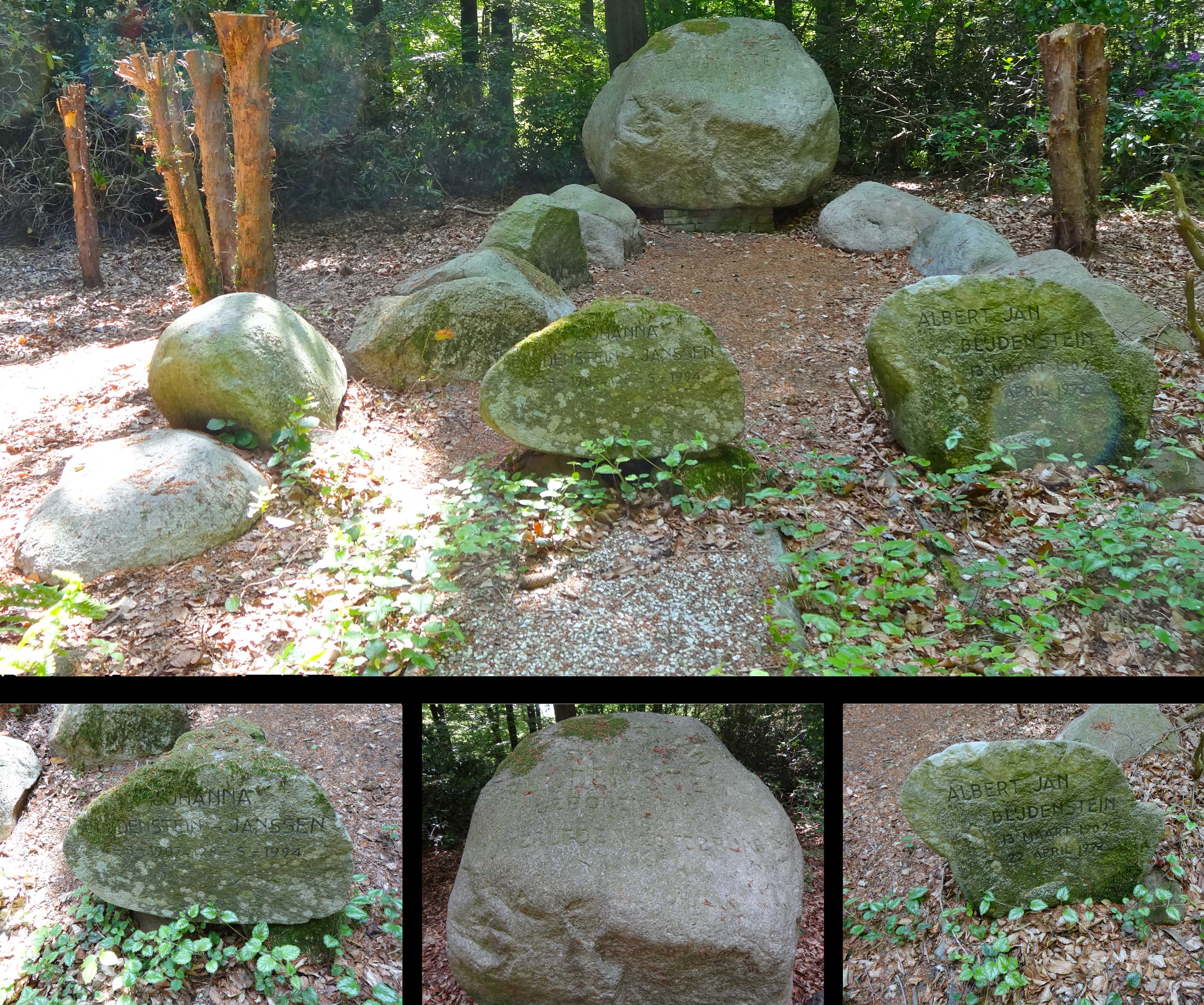
Grafmonument op het familiegraf Blijdenstein op de Lonnekerberg